# Mariusz Książkiewicz
Mariusz Książkiewicz (ur. 4 października 1989 w Ludwigsburgu) – kanadyjski zawodnik mieszanych sztuk walki (MMA) pochodzenia niemieckiego. Uczestnik amerykańskiego programu Dana White’s Contender Series. Mistrz kanadyjskiej organizacji Unified MMA w wadze super średniej z 2021 oraz mistrz amerykańskiej organizacji Ignite Fights w wadze półciężkiej z 2024. Aktualnie związany z federacją KSW.

## Życiorys
Jego matka mieszkała w Policach oraz Nowym Warpnie. Urodził się w Ludwigsburgu w Niemczech, jednak mając 2 lata przeprowadził się z rodzicami do Kanady, gdzie mieszkają w Winnipegu. Ma dwie córki, Paulinę oraz Elżbietę.
Kontakt ze sportami walki zaczął w wieku 5 lat od karate, które pokazał mu jego ojciec. W szkole zaczął trenować zapasy, a mając 16 lat trenował ju-jitsu oraz kick-boxing. Od 2009 walczy w mieszanych sztukach walki. Biegle mówi w języku polskim. W wieku 29 lat po raz pierwszy przyjechał do Polski m.in. do Szczecina, w którym trenował w klubie Berserker’s Team Poland.
Posiadacz czarnego pasa w brazylijskim jiu-jitsu.

## Kariera MMA

### Kariera amatorska
W mieszanych sztukach walki zadebiutował 27 marca 2009 roku. Podczas gali Ultimate Martial Arts Championship 17 odbywającej się w Reginie, wygrał po ponad minucie walki przez poddanie – dźwignią na staw łokciowy z Jasonem Ungarem.
Drugą walkę odbył 30 stycznia 2010 roku w Stanach Zjednoczonych. Podczas gali Rochester Gladiators zwyciężył z bardziej doświadczonym, tamtejszym Amerykaninem, Heathem Rudem, poddając go w drugiej rundzie kluczem na rękę tzw. kimurą.
Ostatni swój amatorski pojedynek przegrał przez TKO (ciosy pięściami) w pierwszej rundzie z Rondelem Robertsem 14 marca 2010 na gali Alpha Fight XC 1 w Saskatoon. Po tej walce przeszedł na zawodowstwo.

### Pierwsze zawodowe walki
Swój pierwszy zawodowy pojedynek odbył 13 maja 2011 w Winnipegu. Na gali Cage Fighting Manitoba 2 wygrał po 27 sekundach przez poddanie duszeniem zza pleców Henry’ego Rowsellesa.
Następne dwie walki stoczył dla kanadyjskiej federacji Aggression Fighting Championship. 15 września 2011 na gali AFC 11: Takeover odbywającej się ponownie w Winnipegu, pokonał na pełnym dystansie (3 rundy/5 minut) jednogłośną decyzją sędziów Dejana Kajicia. 23 marca 2013 na gali AFC 16: Uprising, która odbyła się po raz kolejny w stolicy kanadyjskiej prowincji Manitoba, wygrał duszeniem zza pleców, po niespełna dwóch minutach walki z Ashem Mashreghim.
15 listopada 2013 podczas KOTC – Out Cold w mieście Cold Lake, zwyciężył ponownie duszeniem zza pleców, tym razem zmuszając do odklepania Steve Dubecka w drugiej odsłonie walki.
Po ponad 2 letniej przerwie powrócił 12 marca 2016 na gali Prestige FC 2 – Queen City Coronation w Reginie. Pokonał tam przez TKO w drugiej rundzie Micaha Brakefielda, po tym jak ten nie został dopuszczony przez sędziego do rundy finałowej.
W tym samym roku podczas Alaska FC 126 w Anchorage, widowiskowo znokautował łokciem Amerykanina, Douglasa McFresha w pierwszej rundzie.
Niespełna po dwóch latach zadebiutował w TKO Major League MMA, ówcześnie największej organizacji w Kanadzie. Walkę odbył tam 2 sierpnia 2018 na gali TKO MMA – TKO Fight Night 1, gdzie poddał w finałowej rundzie swoją firmową techniką (duszenie zza pleców) Jonathana Vallée.
9 listopada 2019 w drugiej głównej walce wieczoru (Co-Main Event) gali Teofista: Fight For The Troops, która odbyła się w Brandon, pokonał po trzech rundach decyzją jednogłośną doświadczonego Brazylijczyka, Guilherme Miranda.

### Program Dana White’s Contender Series
Książkiewicz będąc na passie 8 zwycięstw z rzędu dostał szansę wzięcia udziału w amerykańskim programie Dana White’s Contender Series, w którym uczestnicy podczas poszczególnych sezonów muszą zwyciężyć walkę w dobrym stylu, co gwarantuje podpisanie kontraktu z najlepszej federacją MMA na świecie – Ultimate Fighting Championship. 10 listopada 2021 w Las Vegas podczas 4 sezonu programu, przegrał walkę jednogłośną decyzją sędziów, z młodszym Brazylijczykiem – Mário Sousą, co wykluczyło The Iron Pola na podpisanie wspomnianego kontraktu. Pojedynek ten, jednak wzbudzał kontrowersję, co przyznał sam prezes amerykańskiego giganta. Sam Brazylijczyk nie otrzymał także kontraktu, z uwagi na walkę zakończoną decyzją i to dość wątpliwą.

### Unified MMA oraz Legacy Fighting Alliance
Książkiewicz po nieudanej próbie w Contender Series kolejną walkę stoczył o pas mistrzowski federacji Unified MMA w wadze super średniej. 17 grudnia 2021 w Main Evencie na gali Unified MMA 42 znokautował Grahama Parka, trafiając rywala lewym sierpowym, po czym ten padł na deski, a The Iron Pol zdążył zadać na macie jeszcze dwa ciosy z góry, ostatecznie przerwał to starcie sędzia ringowy.
22 kwietnia 2022 w walce wieczoru gali LFA 130, która odbyła się w New Town, technicznie znokautował kolanem na korpus Brazylijczyka, Alessandro Gambulino po niespełna półtorej minucie. Książkiewicz w wywiadzie po walce, domagał się kontraktu od Dana White’a o nowy kontrakt z UFC.
27 maja 2022 podczas gali Unified MMA 45 skrzyżował rękawice z niepokonanym Izraelczykiem, Eli Aronovem. Walkę w drugiej rundzie zwyciężył przez poddanie duszeniem trójkątnym Aronov. W stawce pojedynku nie było pasa mistrzowskiego wagi super średniej, gdyż walka odbyła się w wadze średniej.
Następną walkę miał stoczyć 21 stycznia 2023 w wadze półciężkiej przeciwko Strahinja'emu Gavriloviciu, podczas walki wieczoru gali Fight Night 17. Wydarzenie to zostało przeniesione na termin 8 kwietnia, jednak ostatecznie gala się nie odbyła.

### Ignite Fights
W walce wieczoru gali Iowa Fight Series 2, która odbyła się 13 kwietnia 2024 w Marshalltown, zawalczył z byłym mistrzem federacji Bellator MMA – Rafaelem Carvalho. W czwartej rundzie znokautował Brazylijczyka, sięgając tym samym po pas mistrzowski amerykańskiej organizacji Ignite Fights w dywizji półciężkiej.

### KSW
Na początku lipca 2025 roku, podpisał kontrakt z największą polską organizacją MMA, Konfrontacją Sztuk Walki.

## Lista walk w MMA

### Zawodowe
| Wynik     | Bilans | Przeciwnik (bilans przed walką) | Rozstrzygnięcie                          | Runda | Czas | Rozgrywki                                  | Data       | Miejsce      | Uwagi                                                                                               |
| --------- | ------ | ------------------------------- | ---------------------------------------- | ----- | ---- | ------------------------------------------ | ---------- | ------------ | --------------------------------------------------------------------------------------------------- |
|           |        | Sergiusz Zając (8-1)            |                                          |       |      | XTB KSW 110                                | 20.09.2025 | Rzeszów      | Debiut w KSW                                                                                        |
| Wygrana   | 11-2   | Rafael Carvalho (17-7)          | TKO (kopnięcie i ciosy pięściami)        | 4     | 0:47 | Iowa Fight Series 2                        | 13.04.2024 | Marshalltown | Zdobył pas mistrzowski Ignite Fights w wadze półciężkiej. Main Event.                               |
| Przegrana | 10-2   | Eli Aronov (5-0)                | Poddanie (duszenie trójkątne rękoma)     | 2     | 4:32 | Unified MMA 45                             | 27.05.2022 | Edmonton     | |
| Wygrana   | 10-1   | Alessandro Gambulino (12-3)     | TKO (kolano na korpus i ciosy pięściami) | 1     | 1:29 | LFA 130: Ksiazkiewicz vs. Gambulino        | 22.04.2022 | New Town     | Powrót do wagi średniej. Main Event                                                                 |
| Wygrana   | 9-2    | Graham Park (8-2)               | KO (lewy sierpowy i ciosy pięściami)     | 1     | 1:25 | Unified MMA 42                             | 17.12.2021 | Edmonton     | Walka w wadze super średniej. Zdobył pas mistrzowski Unified MMA w wadze super średniej. Main Event |
| Przegrana | 8-1    | Mário Sousa (11-1)              | Decyzja (jednogłośna)                    | 3     | 5:00 | Dana White’s Contender Series 2020: Week 9 | 10.11.2020 | Las Vegas    | Pojedynek o kontrakt z UFC. Main Event                                                              |
| Wygrana   | 8-0    | Guilherme Miranda (18-8)        | Poddanie (duszenie zza pleców)           | 1     | 4:07 | Teofista: Fight For The Troops             | 09.11.2019 | Brandon      | Co-Main Event                                                                                       |
| Wygrana   | 7-0    | Jo Vallée (7-2)                 | Poddanie (duszenie zza pleców)           | 3     | 1:13 | TKO Fight Night 1                          | 02.08.2018 | Montreal     | Debiut i przejście do wagi średniej.                                                                |
| Wygrana   | 6-0    | Douglas McFresh (5-0)           | KO (łokcie)                              | 1     | 1:20 | AFC 126: Heun vs. Matavao                  | 19.10.2016 | Anchorage    | Walka w wadze półciężkiej.                                                                          |
| Wygrana   | 5-0    | Micah Brakefield (6-6)          | TKO (przerwanie przez lekarza)           | 2     | 5:00 | Prestige FC 2: Queen City Coronation       | 12.03.2016 | Regina       | Walka w wadze półśredniej.                                                                          |
| Wygrana   | 4-0    | Steve Dubeck (5-6)              | Poddanie (duszenie zza pleców)           | 2     | 3:53 | KOTC: Out Cold                             | 15.11.2013 | Cold Lake    | Limit umowny -79,4 kg.                                                                              |
| Wygrana   | 3-0    | Ash Mashreghi (0-1)             | Poddanie (duszenie zza pleców)           | 1     | 1:55 | AFC 16: Uprising                           | 23.03.2013 | Winnipeg     | |
| Wygrana   | 2-0    | Dejan Kajić (2-1)               | Decyzja (jednogłośna)                    | 3     | 5:00 | AFC 11: Takeover                           | 15.09.2012 | Winnipeg     | Limit umowny -77,6 kg.                                                                              |
| Wygrana   | 1-0    | Henry Rowsell (0-2)             | Poddanie (duszenie zza pleców)           | 1     | 0:27 | Cage Fighting Manitoba 2                   | 13.05.2011 | Winnipeg     | Debiut w wadze półśredniej.                                                                         |

### Amatorskie
| Wynik     | Bilans | Przeciwnik (bilans przed walką) | Rozstrzygnięcie                      | Runda | Czas | Rozgrywki                             | Data       | Miejsce   | Uwagi |
| --------- | ------ | ------------------------------- | ------------------------------------ | ----- | ---- | ------------------------------------- | ---------- | --------- | ----- |
| Przegrana | 2-1    | Rondel Roberts (0-0)            | TKO (ciosy pięściami)                | 1     | ?    | AFXC 1 – Alpha Fight XC               | 14.03.2010 | Saskatoon |       |
| Wygrana   | 2-0    | Heath Rud (1-1)                 | Poddanie (klucz na rękę - kimura)    | 2     | 1:30 | Rochester Gladiators                  | 30.01.2010 | Rochester |       |
| Wygrana   | 1-0    | Jason Ungar (0-0)               | Poddanie (dźwignia na staw łokciowy) | 1     | 1:21 | Ultimate Martial Arts Championship 17 | 27.03.2009 | Regina    |       |